# Ruy Guimarães de Almeida
Ruy Guimarães de Almeida (5 de junho de 1909, Santo Antônio de Pádua — 9 de setembro de 1945, Rio de Janeiro) foi um advogado, político e poeta brasileiro.

## História
Almeida formou-se pela Faculdade de Direito de Niterói, advogando em sua cidade natal até 1935.
Foi eleito deputado estadual pelo Rio de Janeiro, e ocupou o cargo até 1937, quando Getúlio Vargas deu um golpe de estado e instaurou a ditadura conhecida como Estado Novo. Trabalhou no INEP - Instituto Nacional de Estudos Pedagógicos, dedicando-se ao estudo do jovem delinquente, com vários trabalhos publicados. Em 1941, casou-se com Maria Antonia Mendes de Oliveira Cunha (depois Maria Antonia de Oliveira Cunha e Almeida) e tiveram um casal de filhos, Maria Amália (1942, médica e psicanalista) e Ruy Afonso (1944, economista e professor). 
Auxiliou, "com rara dedicação", à "figura do inesquecível pesquisador Primitivo Moacyr" na organização e "publicação da obra A Instrução e a República,
em sete volumes, que o Inep editou nos anos de 1941 e 1942", conforme informa Lourenço filho no texto "Antecedentes e primeiros tempos do Inep" (R. bras. Est. pedag., Brasília, v. 86, n. 212, p. 179-185, jan./abr. 2005).

## Obras
- Última Elegia (José Olympio Editora, 1945)

## Premiações
- Prêmio Olavo Bilac (1945) da Academia Brasileira de Letras, por Última Elegia.

- Busto póstumo (1950) em Santo Antônio de Pádua.

- Colégio Estadual Ruy Guimarães de Almeida (1976) em Santo Antônio de Pádua.